# Perigeodes
Perigeodes là một chi bướm đêm thuộc họ Noctuidae.